# Pardosa burasantiensis
Pardosa burasantiensis är en spindelart som beskrevs av Benoy Krishna Tikader och C.L. Malhotra 1976. Pardosa burasantiensis ingår i släktet Pardosa och familjen vargspindlar. Inga underarter finns listade i Catalogue of Life.